# Brachytrycherus femoralis
Brachytrycherus femoralis es una especie de coleóptero de la familia Endomychidae.

## Distribución geográfica
Habita en Laos.